# Prepona joiceyi
Prepona joiceyi är en fjärilsart som beskrevs av Le Moult 1931. Prepona joiceyi ingår i släktet Prepona och familjen praktfjärilar. Inga underarter finns listade i Catalogue of Life.